# كفيتا بيشكه
كفيتا بيشكه (بالتشيكية: Květa Peschkeová)‏ مواليد 9 يوليو 1975 في التشيك، هي لاعبة كرة مضرب تشيكية مُحترفة بدأت مسيرتها الاحترافية في سنة 1993. حصلت بيشكه على أول لقب في الجراند سلام بفوزها ببطولة ويمبلدون في زوجي السيدات سنة 2011، مع الاعبة السلوفينية كاترينا سريبوتنيك. وبذلك تكون أول لاعبة تشيكية تفوز بلقب بطولة ويمبلدون لزوجي السيدات منذ سنة 1988.
أعلى تصنيف وصلت إليه في منافسات زوجي السيدات هو المركز الأول وكان ذلك في 4 يوليو 2011.

## نهائيات الجراند سلام

### زوجي السيدات: 2 (1 لقب, 1 وصيف)
| اللقب | السنة | البطولة        | السطح | الشريكة           | الخصوم'                      | النتيجة في النهائي |
| وصيفة | 2010  | رولان غاروس    | ترابي | كاترينا سريبوتنيك | سيرينا ويليامز فينوس ويليامز | 2–6, 3–6           |
| بطلة  | 2011  | بطولة ويمبلدون | عشبي  | كاترينا سريبوتنيك | سابين ليزيكي سامانثا ستوسور  | 6–3, 6–1           |

### الزوجي المختلط: 3 (3 وصيف)
| اللقب | السنة | البطولة         | السطح | الشريك           | الخصوم                          | النتيجة في النهائي      |
| وصيفة | 2006  | أمريكا المفتوحة | صلب   | مارتن دام        | مارتينا نافراتيلوفا بوب براين   | 2–6, 3–6                |
| وصيفة | 2010  | أمريكا المفتوحة | صلب   | اعصام الحق قريشي | ليزل هوبر بوب براين             | 4–6, 4–6                |
| وصيفة | 2012  | أمريكا المفتوحة | صلب   | مارسين ماتكوفسكي | ايكاترينا ماكاروفا برونو سواريز | 7–6(10–8), 1–6, [10–12] |

## روابط خارجية
- كفيتا بيشكه على موقع رابطة محترفات التنس (الإنجليزية)
- كفيتا بيشكه على موقع الاتحاد الدولي لكرة المضرب (الإنجليزية)
- كفيتا بيشكه على موقع كأس بيلي جين كينغ (الإنجليزية)
- كفيتا بيشكه على موقع خلاصة التنس.كوم (الإنجليزية)
- كفيتا بيشكه على موقع أوليمبيديا (الإنجليزية)
- كفيتا بيشكه على موقع اللجنة الأولمبية التشيكية (التشيكية)